# یواس‌اس سینسینتی (سی-۷)
یواس‌اس سینسینتی (سی-۷) (به انگلیسی: USS Cincinnati (C-7)) یک کشتی بود که طول آن ۳۰۵ فوت ۹ اینچ (۹۳٫۱۹ متر) بود. این کشتی در سال ۱۸۹۲ ساخته شد.